# Burnbrae
Burnbrae ist eine kleine Siedlung mit verstreut liegenden Gehöften im Tasman District auf der Südinsel von Neuseeland.

## Namensherkunft
Der Name des Ortes ist schottischen Ursprungs. Er setzt sich aus „Burn“ für Bach und „brae“ für Abhang zusammen.

## Geographie
Die Siedlung liegt am New Zealand State Highway 65 zwischen Warwick Junction im Süden und Paenga im Norden, 63 km südöstlich von Westport und 34 km nordöstlich von Reefton.
Der Warwick River, ein Nebenfluss des etwa 5 km westlich verlaufenden Maruia River durchquert die Siedlung. Zwischen dem Maruia River und dem Ort befindet sich der 1315 m hohe Mount Rutland und etwa acht Kilometer nördlich der 1606 m hohe Mount Mantell. Burnbrae selbst liegt auf rund 365 m Höhe.
In Burnbrae zweigt eine Straße in östlicher Richtung vom State Highway 65 ab, die zum Tal des Mātakitaki River führt.